# Nenad Kljaić
Nenad Kljaić (nascut el 21 de desembre de 1966), és un exjugador d'handbol croat, que va participar en els Jocs Olímpics d'Estiu de 1996.
El 1996, formà part de la selecció croata que va guanyar la medalla d'or a les olimpíades d'Atlanta.